# William Forterscue
William Forterscue, mort en 1775, est un officier de la Royal Navy. Il sert durant la guerre de Sept Ans, atteignant le rang de captain.

## Biographie
William Forterscue est officier commandant le Swift (en) d'août 1745 au 4 janvier 1747. Il est nommé commander le 8 février 1746.
Le 4 janvier 1757, il est promu captain. Il tient le commandement du Prince Edward, un vaisseau de cinquième rang portant 44 canons, de 1757 à 1759. Durant cette période, il participe à la prise de Gorée — île alors sous souveraineté française, située au large des côtes du Sénégal — en décembre 1758, dans la flotte britannique commandée par Augustus Keppel.
Sur la passerelle de l'Hercules, qu'il occupe à partir du 10 octobre 1759, il participe à la bataille des Cardinaux, le 20 novembre suivant. Son vaisseau fait partie de l'escadre bleue, ou avant-garde, sous le commandement de Charles Hardy, vice admiral of the Blue.
De 1761 à juin 1762 Forterscue commande le HMS Hero, puis l’Achilles (en) jusqu’à l’année suivante.